# Арнольд Перальта
Арнольд Перальта (ісп. Arnold Peralta, нар. 29 березня 1989, Ла-Сейба—10 грудня 2015) — гондураський футболіст, що грав на позиції півзахисника, зокрема й за національну збірну Гондурасу.

## Клубна кар'єра
Народився 29 березня 1989 року в місті Ла-Сейба. Вихованець футбольної школи клубу «Віда». Дорослу футбольну кар'єру розпочав 2008 року в основній команді того ж клубу, в якій провів п'ять сезонів, взявши участь у 114 матчах чемпіонату.  Більшість часу, проведеного у складі «Віди», був основним гравцем команди.
До складу шотландського клубу «Рейнджерс» приєднався 2013 року, уклавши з клубом із Глазго чотирирічний контракт. Проте вже на початку 2015 року клуб і гравець досягли згоди щодо передчасного завершення контракту. Невдовзі Перальта повернувся на батьківщину, де став гравцем столичної «Олімпії».

## Виступи за збірні
Протягом 2008–2012 років залучався до складу молодіжної збірної Гондурасу. На молодіжному рівні зіграв у 10 офіційних матчах, забив 1 гол.
2012 року захищав кольори олімпійської збірної Гондурасу. У складі цієї команди провів 3 матчі. У складі збірної — учасник  футбольного турніру на Олімпійських іграх 2012 року у Лондоні.
2012 року дебютував в офіційних матчах у складі національної збірної Гондурасу. Наразі провів у формі головної команди країни 20 матчів.
Був включений до складу збірної для участі у фінальній частині чемпіонату світу 2014 року у Бразилії, проте зазнав травми та був замінений у заявці команди на турнір Еддером Дельгадо.

## Смерть
Помер 10 грудня 2015 року внаслідок смертельного вогнепального поранення, отриманого біля одного з торговельних центрів у гондураському місті Ла-Сейба.